# Валлійська мовна рада
Валлійська мовна рада (валл. Bwrdd yr Iaith Gymraeg) — орган з регулювання валлійської мови, який діяв у 1993—2012 роках.
Мовна рада валлійської мови була створена в грудні 1993 року згідно із Законом про валлійську мову 1993 року. Першим керівником Ради був Волтер Джонс.
Відповідно до Закону 1993 року, на Раду було покладено відповідальність за виконання цього Закону і контроль за дотриманням положень державними установами Уельсу. За час роботи Ради з різними місцевими органами Уельсу було погоджено понад 500 мовних конструкцій валлійської мови. Рада отримувала щорічний урядовий грант у розмірі 13 млн фунтів стерлінгів, який використовувався для «заохочення і полегшення використання» валлійської мови.
Робочі групи Ради із взаємодії з приватним сектором та бізнесом почали роботу з листопада 2008 року. Результатом їхньої діяльності стало вироблення власної мовної політики на більш як 100 підприємствах Уельсу, а 150 компаній підписалися під документом Ради «Інвестування у валлійські схеми».
Валлійська мовна рада активно сприяла розвитку політики двомовності в регіоні, в тому числі заснувавши щорічні нагороди за двомовність. У 2006 році цими нагородами були нагороджені такі компанії: FBA, Glass Hammer, Synergy Creative Design & Marketing, Hoffi, 6721, Elfen, Zodshop and Departures.
Узимку 2004 року Родрі Морган, тодішній перший міністр Уельсу, оголосив про своє рішення скасувати Мовну раду валлійської мови. Це рішення викликало неоднозначну реакцію в Уельсі: його вітало Товариство валлійської мови, але інші організації поставилися до нього зі скептицизмом. Валлійська мовна рада була скасована 31 березня 2012 року, її повноваження були передані уряду Уельсу та комісару з валлійської мови.